# لدا گیس
لدا گیس (ایتالیایی: Leda Gys؛ ‏ ۱۰ مارس ۱۸۹۲ – ۲ اکتبر ۱۹۵۷) بازیگر اهل ایتالیا بود.
از فیلم‌ها یا برنامه‌های تلویزیونی که وی در آن نقش داشته است، می‌توان به مارش عروسی اشاره کرد.